# تپه گبری
تپه گبری مربوط به هزاره ۵ قبل از میلاد است و در شهرستان آشتیان، بخش مرکزی، دهستان گرکان، روستای زرنوشه واقع شده و این اثر در تاریخ ۲۰ اسفند ۱۳۸۵ با شمارهٔ ثبت ۱۸۰۱۰ به‌عنوان یکی از آثار ملی ایران به ثبت رسیده است.